# Эрлинсбах
Эрлинсбах (нем. Erlinsbach AG) — коммуна в Швейцарии, в кантоне Аргау.
Входит в состав округа Арау. Население коммуны составляет 4563 человека (31 декабря 2023). Официальный код — 4005.